# San Jose Oaks
El San Jose Oaks es un equipo de fútbol semiprofesional de los Estados Unidos que milita en la PSL, una de las ligas de fútbol semiprofesional del Estado de California.

## Historia
Fue fundado en 1974 en la ciudad de San José, California como un equipo amateur y también han formado parte de la CISL, aunque eso fue en sus primeros años de existencia.
Su logro más importante ha sido ganar la US Open Cup en 1992, con lo que consiguieron clasificarse a su primera competición internacional, la Recopa de la Concacaf 1993, en la cual fueron eliminados en la primera ronda por el CF Monterrey de México.

## Palmarés
- PSL: 2

1979/80, 1980/81
- California Major League: 3

1981/82, 1990/91, 1991/92
- Copa del Estado de California: 2

1988/89, 1990/91
- US Open Cup: 1

1991/92

## Participación en competiciones de la Concacaf
| Temporada | Torneo                | Ronda   | Club         | Casa | Visita | Global |
| --------- | --------------------- | ------- | ------------ | ---- | ------ | ------ |
| 1993      | Recopa de la Concacaf | Norte 1 | CF Monterrey | 1-4  | 0-6    | 1-10   |

## Jugadores destacados
- Barney Boyce
- Joe Mihaljevic